# Mimeusemia ceylonica
Mimeusemia ceylonica är en fjärilsart som beskrevs av George Francis Hampson 1893. Mimeusemia ceylonica ingår i släktet Mimeusemia och familjen nattflyn. Inga underarter finns listade i Catalogue of Life.